# Alegeri parlamentare în România, 2004
Alegerile parlamentare din România în 2004 s-au desfășurat la data de 28 noiembrie 2004. Competiția s-a ținut pentru 136 de locuri de senator și 314 de locuri de deputați. La alegerile generale din 2004, numărul total al alegătorilor înscriși pe liste a fost 18.449.344. Dintre aceștia, s-au prezentat la urne 10.794.653 de alegători, adică 58,5% din totalul de alegători cu drept de vot. La Senat, numărul voturilor valabil exprimate a fost de 10.231.476, la Camera Deputaților numărul voturilor valabil exprimate a fost de 10.188.106, în vreme ce la președinție au fost exprimate 10.452.205 voturi valabile. Alegerile parlamentare din 2004 s-au desfășurat simultan cu cele prezidențiale. Conform Constituției României, amendată în 2003, mandatul prezidențial este acum de cinci ani în loc de patru, însemnând că în viitor, alegerile parlamentare și prezidențiale se vor ține separat.

## Candidați
Principalii candidați au fost uniunea de stânga între Partidul Social Democrat (PSD) și Partidul Umanist Român (PUR; ulterior Partidul Conservator sau PC pe scurt) și alianța electorală de centru-dreapta „D.A.” („Dreptate și Adevăr”) între Partidul Național Liberal (PNL) și Partidul Democrat (PD; ulterior Partidul Democrat Liberal sau PDL pe scurt).
Alte partide care au participat la alegeri cu speranța că ar putea trece pragul de 5% au fost Partidul România Mare (PRM; extremiști așa-ziși de dreapta sau extrema dreaptă cu nostalgii comuniste), Uniunea Democrată Maghiară din România (UDMR/RMDSZ; partidul etnicilor maghiari) și Uniunea pentru Reconstrucția României (URR). În plus, grupările politice ale minorităților etnice care nu au întrunit pragul de 5% au avut dreptul la un reprezentat în parlament (dintr-un total de 18), mai precis în cadrul Camerei Deputaților.

## Sondaje
La mijlocul lui noiembre, sondajele pre-electorale ofereau următoarele date:
- PSD+PUR: 41%
- PNL+PD: 34%
- PRM: 13%
- UDMR: 5%

## Rezultate
- Partid (alianță/uniune) cu procentele aferente (inclusiv numărul total de voturi)

Senat
- Uniunea Națională PSD+PUR: 37,16% (3.760.560)
- Alianța Dreptate și Adevăr PNL - PD: 31,71% (3.209.073)
- Partidul România Mare: 13,63% (1.379.789)
- Uniunea Democrată Maghiară din România: 6,26% (633.735)
- Partidul Noua Generație-Creștin Democrat: 2,36% (239.106)
- Partidul Național Țărănesc Creștin Democrat: 1,91% (193.318)

Camera Deputaților
- Uniunea Națională PSD+PUR: 36,64% (3.692.608)
- Alianța Dreptate și Adevăr PNL - PD: 31,26% (3.150.301)
- Partidul România Mare: 12,93% (1.302.724)
- Uniunea Democrată Maghiară din România: 6,20% (624.717)
- Partidul Noua Generație-Creștin Democrat: 2,23% (225.171)
- Partidul Național Țărănesc Creștin Democrat: 1,84% (185.501)